# Сола, Фелипе
Фелипе Сола (исп. Felipe Solá; род. 23 июля 1950, Буэнос-Айрес) — аргентинский инженер-агроном и политик. Ранее он занимал пост губернатора провинции Буэнос-Айрес с 2002 по 2007 год и министра иностранных дел и культа при президенте Альберто Фернандесе с 2019 по 2021 год.
Сола также был министром сельского хозяйства во время президентства Карлоса Менема и занимал пост вице-губернатора Буэнос-Айреса при Карлосе Руккауфе до отставки Руккауфа в 2002 году. С 2007 по 2019 год он был членом Палаты депутатов.

## Ранние годы и личная жизнь
Родился 23 июля 1950 года в Буэнос-Айресе и вырос в престижном районе Реколета. В 1981 году окончил Университет Буэнос-Айреса по специальности инженер-агроном.
После окончания университета Сола работал профессором университета, журналистом, экономическим консультантом и исследователем. В 1982 году женился на Марии Терезе Гонсалес, и у них родилось двое детей; пара рассталась в 2003 году. Он познакомился с Марией Еленой Чавес в Ла-Плате в 2004 году, и они вдвоём живут в его доме в Пиларе с 2007 года.

## Ранняя политическая карьера
В 1987 году был назначен министром сельского хозяйства губернатором провинции Буэнос-Айрес Антонио Кафиеро. Новоизбранный президент Карлос Менем назначил его министром сельского хозяйства, животноводства и рыболовства в 1989 году, а в 1991 году он был избран в Палату депутатов Аргентины от провинции Буэнос-Айрес по списку партии Хустисиалистов.
Сола вернулся на пост министра сельского хозяйства при Менеме в 1993 году, оставаясь на этом посту до 1998 года. Его пребывание на этом посту наиболее известно благодаря спорному решению 1996 года разрешить выращивание ГМО-сои в Аргентине, принятому всего через 81 день после того, как Monsanto подала заявку на получение разрешения.

## Губернатор Буэнос-Айреса
10 декабря 1999 года он стал вице-губернатором Буэнос-Айреса при Карлосе Рукауфе и вступил в должность губернатора 3 января 2002 года, когда Рукауф ушел в отставку, чтобы стать министром иностранных дел при временном президенте Эдуардо Дуальде после социально-экономического коллапса 2001 года.
Сола отказался от своей политической преданности Дуальде после того, как президент Нестор Киршнер поступил аналогичным образом, согласившись с экспансионистской политикой Киршнер. На посту губернатора и в условиях 9-процентного экономического роста его поддержка кандидатов-киршнеристов в своей провинции во время кампании по выборам в законодательные органы в 2005 году помогла одержать уверенную победу над фракцией Дуальде и другими партиями. В 2007 году он успешно возглавил список партии Киршнер «Фронт за победу» среди кандидатов в Конгресс от своей провинции, ушёл с поста губернатора и вернулся в Конгресс.

## Законодательные условия
Будучи отвергнутой кандидатом в президенты от «Фронта победы» Кристины Фернандес де Киршнер в 2007 году, Сола отдалился от киршнеризма во время конфликта правительства Аргентины с сельскохозяйственным сектором в 2008 году и покинула их фракцию, чтобы стать диссидентом-перонистом. В преддверии промежуточных выборов 2009 года он присоединился к Франсиско де Нарваэсу и Маурисио Макри в «Союзе ЗА», правоцентристской коалиции коллег-перонистов-диссидентов и партии «Республиканское предложение» (PRO).
В августе 2009 года Сола стал основным кандидатом в президенты перед выборами 2011 года; но, не имея поддержки, он снял свою кандидатуру 11 июня и поддержал кандидатуру Народного союза Дуальде, которая заняла пятое место.
Позже он присоединился к Фронту обновления, центристской перонистской фракции, созданной Серхио Массой в преддверии промежуточных выборов 2013 года. Как и Сола, Масса порвал с президентом Кристиной Киршнер после спора о повышении налогов на агроэкспорт в 2008 году, а «Фронт обновления» одержал победу над «Фронтом Киршнер» в провинции Буэнос-Айрес в 2013 году.
Сола баллотировался на пост губернатора провинции Буэнос-Айрес в 2015 году от партии обновления, возглавляемой «Юнайтед» за новый альтернативный билет; но занял третье место (21%). Затем он возглавил партийный список провинции Масса в Буэнос-Айресе на промежуточных выборах 2017 года, получивший название 1País, но снова занял третье место (11%).
Он порвал с Фронтом обновления и 22 октября 2018 года присоединился к четырём конгрессменам из Фронта обновления и четырём союзникам, чтобы создать Red por Argentina (RxA; «Сеть для Аргентины»). В условиях обостряющегося экономического кризиса Сола заявил, что его целью было содействие единству против администрации Маурисио Макри на выборах 2019 года. Партии — члены «Красного креста Аргентины» позже присоединятся к более широкой коалиции «Frente de Todos».

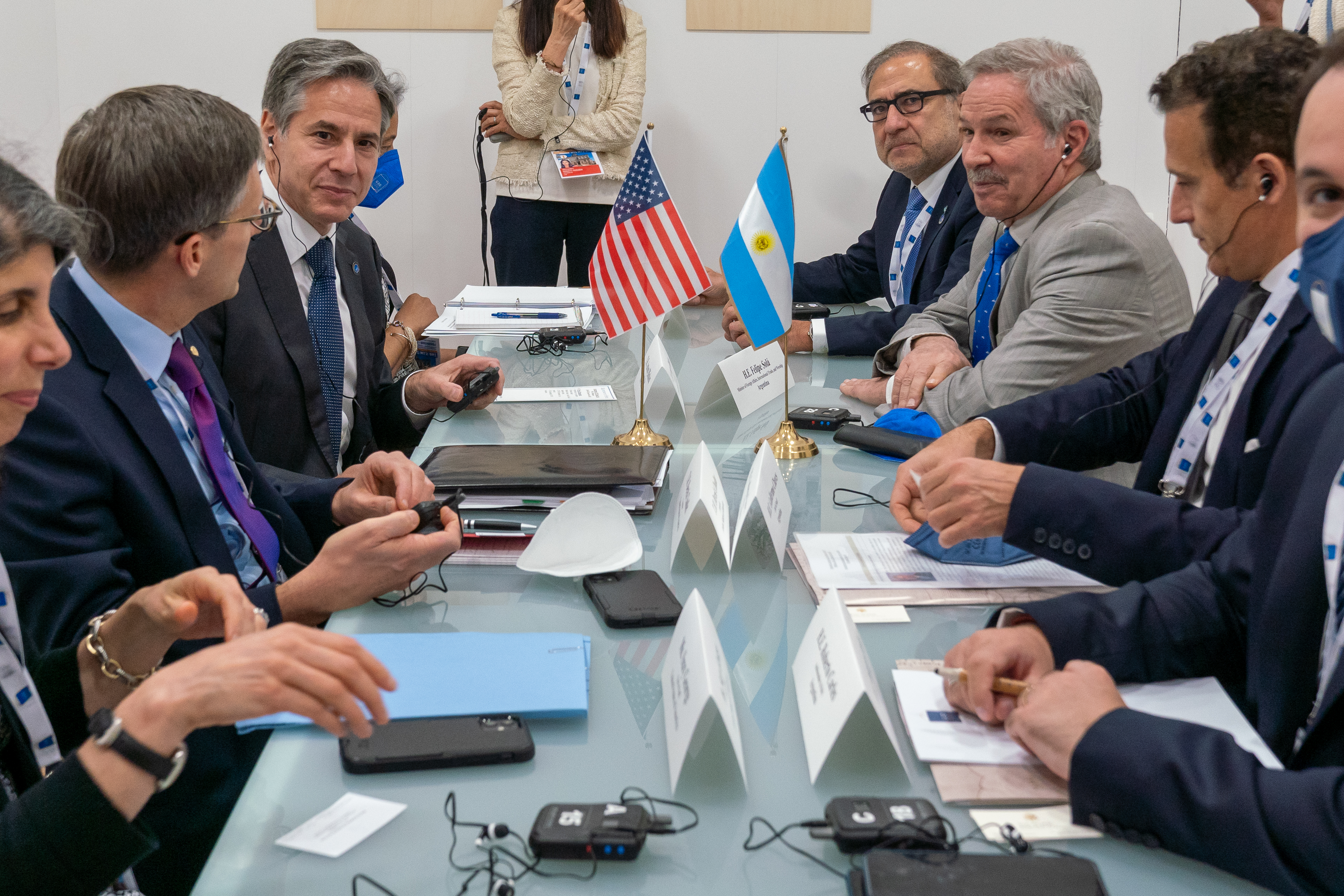
Сола встретится с госсекретарём США Энтони Дж. Блинкеном в Бари, Италия, 29 июня 2021 года

## Назначение министром иностранных дел
6 декабря 2019 года было объявлено, что Сола станет следующим министром иностранных дел и культа Аргентины в новом кабинете президента Альберто Фернандеса. Он вступил в должность вместе с остальными членами кабинета 10 декабря 2019 года.
Сола был заменён главой кабинета Сантьяго Кафьеро 20 сентября 2021 года в рамках перестановок в кабинете министров после плохих результатов правительства на первичных выборах в законодательные органы в 2021 году.